# Francisca Nneka Okeke
Francisca Nneka Okeke FAS, là một nhà khoa học  người Nigeria và cũng là Giáo sư Vật lý tại Đại học Nigeria, Nsukka là phụ nữ đầu tiên đứng đầu một khoa Đại học. Cô là giảng viên khoa Khoa học Vật lý tại Đại học Nigeria, Nsukka từ năm 2008 đến năm 2010. Cô đến từ Idemili North, bang Anambra.
Năm 2011, cô được tuyển chính thức vào Viện Hàn lâm Khoa học Nigeria, tổ chức khoa học hàng đầu Nigeria. Cùng với cô là Abba Gumel, một giáo sư sinh toán học và là đồng nghiệp của Học viện Khoa học Châu Phi.

## Nghiên cứu Khoa Học
Okeke đã dành phần lớn sự nghiệp của mình để nghiên cứu về tầng điện ly và "hiện tượng dòng điện xích đạo". Được mặt trời cung cấp năng lượng, dòng điện này chảy trên địa cầu theo hướng đông vòng qua đường xích đạo nghiêng và tạo ra một từ trường biến thiên gần gấp 5 lần so với những nơi khác trên hành tinh. (đường xích đạo nghiêng hay xích đạo từ khác với đường xích đạo địa lý một vài độ, do cực bắc từ khác với cực bắc địa lý)
Nghiên cứu của Okeke về cách hoạt động năng lượng mặt trời ở tầng điện ly ảnh hưởng đến từ trường của trái đất dẫn đến sự hiểu biết tốt hơn về biến đổi khí hậu và cũng như xác định nguồn gốc của những hiện tượng thiên nhiên như sóng thần và động đất. Cô là người hướng dẫn cho 12 tiến sĩ, và khoảng 28 thạc sĩ khoa học.

## Giải thưởng
Cô nhận Giải thưởng L'Oréal-UNESCO dành cho phụ nữ trong khoa học ở Châu Phi vào năm 2013.

## Cuộc sống cá nhân
Năm 18 tuổi, Francisca kết hôn với nhà vật lý nổi tiếng P.N. Okeke. Họ có 6 đứa con 